# Cheik Tioté
Ismael Cheik Tioté (auch Cheick Tioté; * 21. Juni 1986 in Yamoussoukro; † 5. Juni 2017 in Peking, Volksrepublik China) war ein ivorischer Fußballspieler. Der Mittelfeldspieler stand zuletzt beim chinesischen Zweitligisten Beijing Enterprises unter Vertrag.

## Karriere
Tioté erlernte das Fußballspielen von 1998 bis 2005 beim ivorischen Klub Bibo FC. Im Sommer 2005 holte ihn der RSC Anderlecht nach Belgien. In zwei Jahren kam der Mittelfeldspieler nicht über vier Kurzeinsätze hinaus, gehörte aber zum Team, das 2006 und 2007 die belgische Meisterschaft gewann. Aus diesem Grund entschied der Klub, Tioté an den niederländischen Eredivisie-Vertreter Roda Kerkrade zu verleihen. Sein Ligadebüt beim neuen Verein gab Tioté am 2. September 2007 bei einem 5:3-Auswärtserfolg gegen VVV Venlo. Bei Kerkrade konnte er sich durchsetzen, worauf Ligakonkurrent Twente Enschede auf ihn aufmerksam wurde und ihn ab der Spielzeit 2008/09 unter Vertrag nahm. Dort wurde er im ersten Jahr Vizemeister und zog mit dem Team in das Endspiel um den KNVB-Pokal ein, welches im Elfmeterschießen gegen den SC Heerenveen verloren wurde. Im Finale stand er die vollen 120 Minuten auf dem Platz. Am 26. August 2010 wechselte Tioté zum Premier-League-Aufsteiger Newcastle United. Am 7. Februar 2017 gab der chinesische Zweitligist Beijing Enterprises aus Peking die Verpflichtung Tiotés bekannt.
Insgesamt bestritt Tioté 55 Spiele für die Nationalmannschaft der Elfenbeinküste. Er stand unter anderem bei den Weltmeisterschaften 2010 und 2014 im Aufgebot. Am 3. Februar 2013 erzielte er bei der 1:2-Niederlage im Viertelfinale der Afrikameisterschaft 2013 gegen Nigeria sein einziges Länderspieltor.
Am 5. Juni 2017 brach Tioté beim Training zusammen und starb eine Stunde später im Alter von 30 Jahren an den Folgen eines Herzinfarkts. Er hinterließ eine schwangere Ehefrau und zwei Kinder.

## Erfolge
RSC Anderlecht
- Belgischer Meister: 2006, 2007

Twente Enschede
- Niederländischer Meister: 2010